# Kirkwall (circonscription du Parlement d'Écosse)
Kirkwall dans les Orkney était un Burgh royal qui a élu un Commissaire au Parlement d'Écosse et à la Convention des États.
Après les Actes d'Union de 1707, Kirkwall, Dingwall, Dornoch, Tain et Wick ont formé le district de Tain, envoyant un membre à la Chambre des communes de Grande-Bretagne.

## Liste des commissaires de burgh
- 1669–74: James Moncreiff, marchand-bourgeois [1]
- 1681–82, 1685–86: David Craigie d'Over Sanday [2]
- 1689 convention, 1690–?93: George Traill de Quendel [3]
- 1698–1702: Sir Alexander Home  [3]
- 1702–07: Robert Douglas [4]